# Die gräßliche Bescherung in der Via Merulana

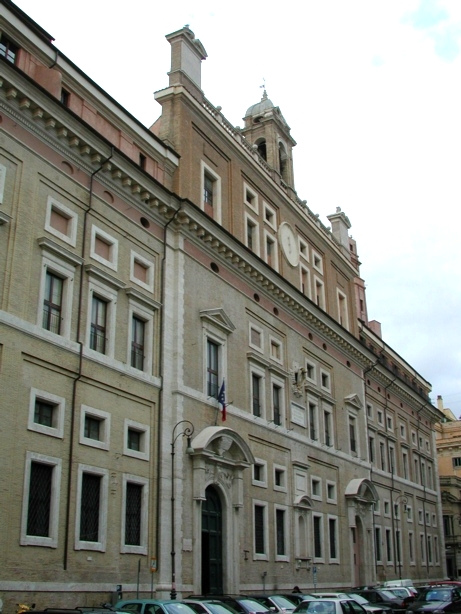
Vom Polizeipräsidium am Collegio Romano (Bild), in der Nähe des Pantheons, ermittelt Kommissar Francesco Ingravallo, genannt Don Ciccio, im Mordfall Liliana Balducci.

Die gräßliche  Bescherung in der Via Merulana (Quer pasticciaccio brutto de Via Merulana) ist der Titel eines 1946 in einer Zeitschriftenserie und 1957 in erweiterter Form als Buch publizierten Romans des italienischen Schriftstellers Carlo Emilio Gadda (1893–1973).

## Handlungsübersicht
Die chronologisch aufgebaute Handlung kann historisch und geographisch, mit Orts- und Straßenangaben, genau bestimmt werden: Sie spielt vom 13. bis 24. März 1927, in der Zeit des Faschismus Mussolinis, in Rom sowie der Region Castelli Romani. Der erste Romanteil (Kp. 1, 2, 4) ist vor allem im Haus Via Merulana Nr. 219 (zwischen den Kirchen Santa Maria Maggiore und San Giovanni in Laterano), genannt der „Goldpalast“, lokalisiert: Hier isst am 20. Februar der zur Bereitschaftspolizei abkommandierte 35-jährige Doktor Francesco Ingravallo, genannt Don Ciccio, mit den befreundeten und weit verwandten Balduccis (Liliana, das spätere Mordopfer, ist die Cousine seines Vaters) zu Mittag.

### Die Verbrechen in der Via Merulana
- Sonntag, 13. März (Kp. 1):

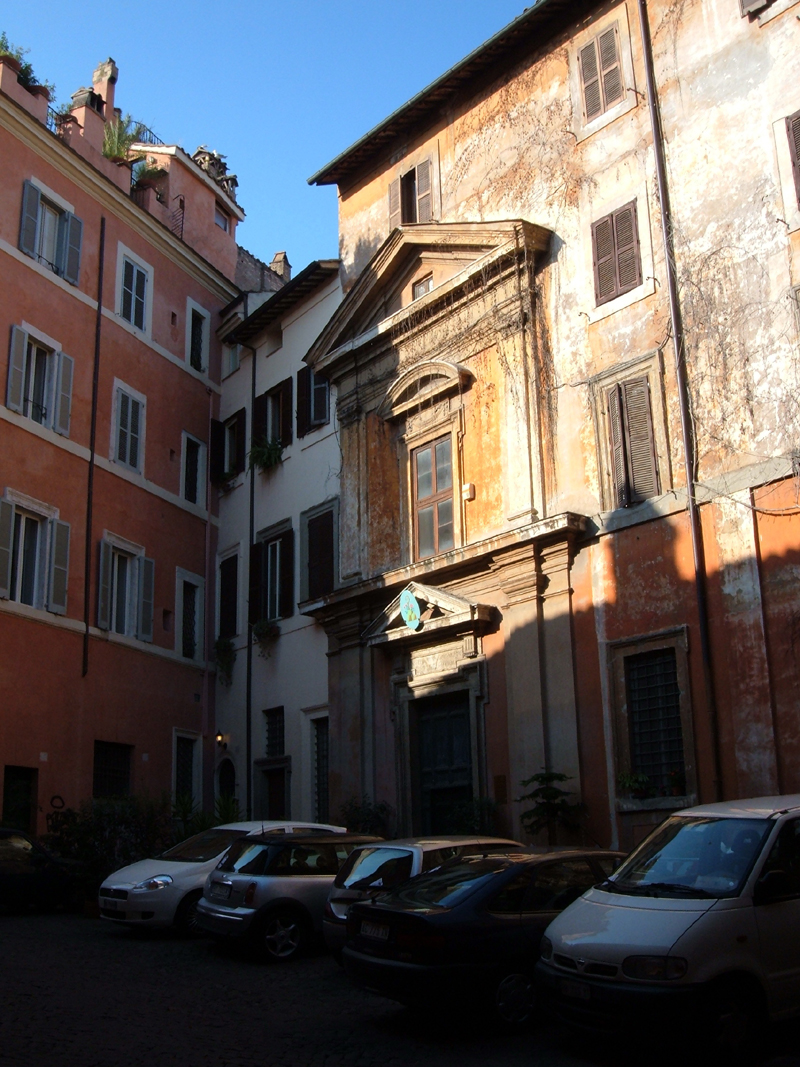
Don Ciccios Dienststelle am Collegio Romano ist benannt nach der nahe gelegenen Kirche Santo Stefano del Cacco.

Drei Wochen nach dem Besuch des Kommissars (am 13. März) untersucht er im selben Gebäude einen Überfall: Unter dem Vorwand, die Heizkörper zu überprüfen, gelangte ein hochgewachsener junger Mann im Monteuranzug und braun-grünem Wollschal in die Wohnung der Gräfin Teresina Menegazzi und floh mit dem Gold, Geld und Schmuck der alten Frau. Hinter ihm eilte ein Ladenbursche aus dem Haus. Ingravallo entdeckt am Tatort ein Trambahnbillett der Linie von Castelli Romani (Haltestelle Torraccio), und folglich konzentrieren sich die ersten Nachforschungen auf diese Spur, zumal die Täterbeschreibung auf einen Fahrgast zutrifft.
- Donnerstag, 17. März (Kp. 2):

Während dieser Ermittlungen wird am 17. März im selben Stockwerk Ingravallos Gastgeberin, die „ungeheuer reich[e]“ Liliana Balducci mit durchtrennter Kehle von ihrem Neffen Giuliano Valdarena gefunden, als er bei angelehnter Tür die Wohnung betrat, um sich vor seinem Umzug nach Genua von der Tante zu verabschieden. Ihr Schmuck ist, ebenso wie der der Gräfin zuvor, gestohlen worden. Trotz langwieriger Verhöre Valdarenas, der von dem Ehepaar in ihren Haushalt aufgenommenen Nichte Gina, die zur Tatzeit in der Schule war, und des während Balduccis Geschäftsreise zum nächtlichen Schutz seiner Frau abgestellten Bürodieners Cristoforo liegt „der dichte Schleier des Geheimnisses über dem Verbrechen“. Gravallo sieht keinen Zusammenhang zwischen beiden Überfällen, sondern vermutet persönliche Motive, er verdächtigt den Neffen, an dessen Kleidung man Blutspuren fand, glaubt dessen Erklärungen nicht und lässt ihn verhaften.

### Recherchen und Verhöre in Rom
- Freitag, 18. März (Kp. 3, 4):

Die Rückkehr Remo Balduccis von seiner Geschäftsreise am 18. März und seine Informationen über die gestohlenen Schmuckstücke sowie weitere Verhöre im Polizeipräsidium Santo Stefano am Collegio Romano, in der Nähe des Pantheons, durch den Oberkommissar Fumi und Ingravallo (Giuliano Valdarena und Balducci) fördern keine neuen Erkenntnisse. Das von Don Lorenzo Corpi von Santi Quattro Coronati, Lilianas Beichtvater, ausgehändigte Testament der Ermordeten vom 12. Januar verstärkt dagegen Don Ciccios Verdacht: Haupterbin ist die Nichte Lugia (Gina) Zanchetti, Balducci erhält nur den Pflichtteil, Giuliano Valdarena dagegen wertvolle Familienschmuckstücke, einige Bedienstete, u. a. Assunta, Textilien für die Aussteuer. Weibliche Institute, Stiftungen und der Priester Don Corpi werden mit Zuwendungen bedacht. Bei einer Durchsuchung der Wohnung Valdarenas findet man die geerbten Dinge und außerdem Bargeld in neuen Scheinen. Dieser versucht alles zu erklären, ohne den Kommissar zu überzeugen: Liliana, für die trotz Liebe zu Remo ein Leben ohne Kinder sinnlos und zu einer Qual geworden sei, habe die Erbstücke überarbeiten lassen und sie ihm aus schwesterlicher Liebe vor seiner Heirat übergeben, um seine Familiengründung zu unterstützen.
- Samstag, 19. März: (Kp. 5):

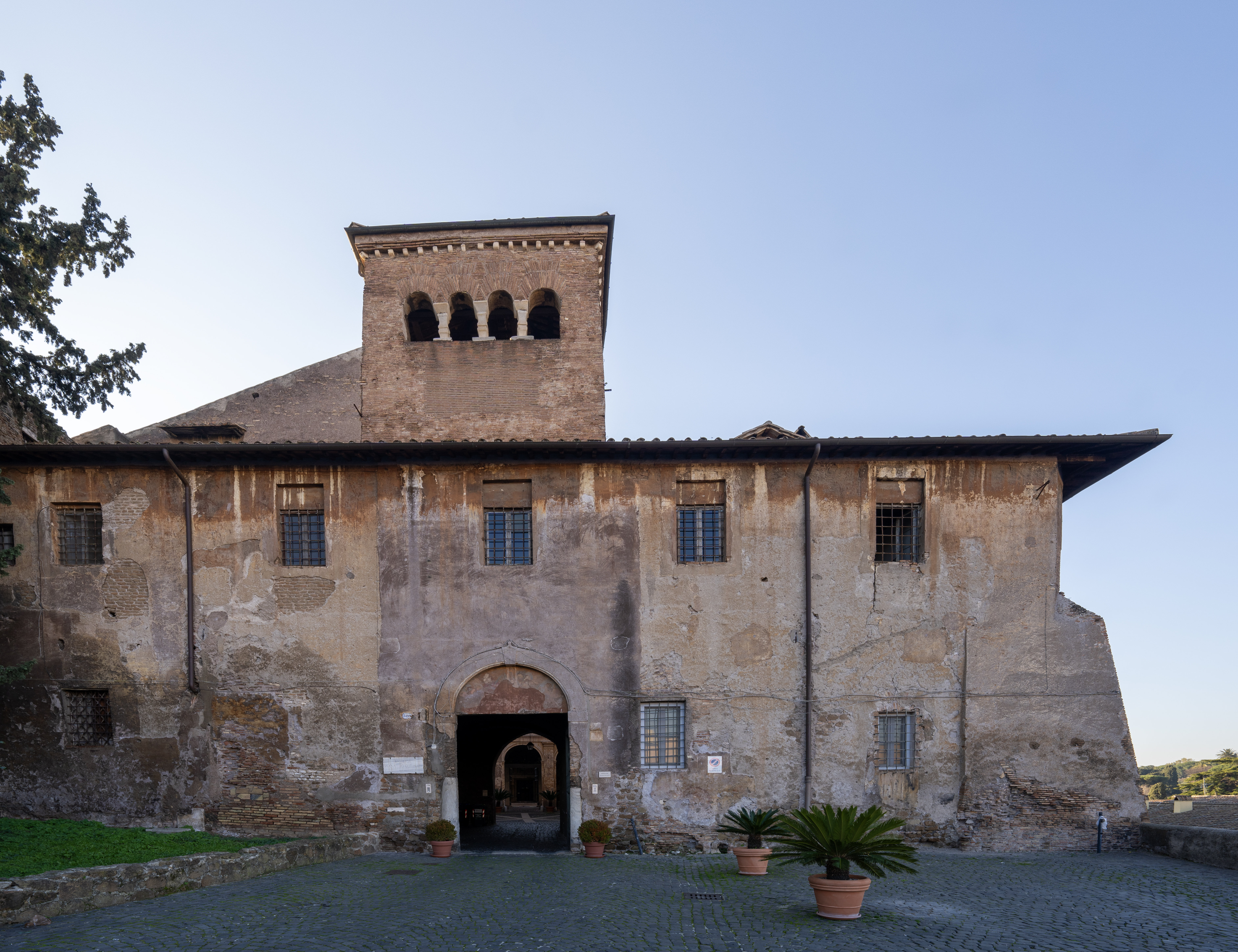
Liliana Balducci gab ihrem Beichtvater Don Lorenzo Corpi von Santi Quattro Coronati, in der Nähe ihrer Wohnung, ihr Testament zur Aufbewahrung.

Der Goldschmied Ceccherelli, der Ring und Kette im Auftrag Lilianes änderte, sowie Del Bo, Oberkassierer des Banco di Santo Spirito, welcher die neuen Geldscheine ausgab, bestätigen Giulianos Darstellung und entlasten ihn damit.
- Sonntag, 20. März: (Kp. 5):

Balducci ergänzt seine Aussagen über Lilianes verzweifelten Kinderwunsch.
- Montag, 21. März (Kp. 5):

Nach der Beerdigung der Ermordeten auf dem San-Lorenzo-Friedhof wird Don Lorenzo Corpi über die psychologischen Hintergründe des Falles verhört und berichtet über Lilianas vier „provisorische Adoptionen“ (Milena, Ines, Virginia, Gina)
- Dienstag, 22. März (Kp. 6, 7):

Im zweiten Romanteil breitet sich die Handlung auf das Herkunftsgebiet der potentiellen Täter aus: die ländliche Region Castelli Romani um Marino südlich von Rom. Die Grüne-Schal-Spur führte zu dem neunzehnjährigen Enea Retalli, genannt Iginio, aus Torraccio, der inzwischen untergetaucht ist. Dieser brachte das Beweisstück Zamira Pácori in Due Santi zum Färben. Die Carabinieri Vizebrigadier Pestalozzi und Maresciallo Santarella hatten mit ihrem Spitzelsystem und ihren unorthodoxen Verhörmethoden Erfolg: Die kriminelle Szenerie traf sich offenbar in der Kneipe und im als Strumpfwirkerei und Schneiderwerkstatt getarnten Bordell und Spielsalon Zamiras („Ein Treffpunkt der nebeneinanderhausenden Lebenskräfte“), wo auch Carabinieris, z. B. der Maresciallo Fabrizio Santarella, in dienstlich-privat unklarer Grenzziehung, einkehrten.
Typisch für die weibliche Besatzung des Etablissements ist die in Rom als Strichmädchen festgenommene 20-jährige arbeitslose Hosennäherin Ines Cionini aus Torraccio, deren Galan sie zum Diebstahl anhielt. Sie wird als eine Mischung aus Schönheit, Frühreife, Unverschämtheit und Verwahrlosung beschrieben und arbeitete ca. ein Jahr bei Zamira, zusammen mit Camilla Mattonari, die ihr von einer Freundin erzählte, welche in einem römischen Haushalt angestellt war und Aussteuer geschenkt bekam (Der Kommissar vermutet offenbar, wie seine letzte Aktion zeigt, damit könnte Assunta gemeint sein, denn sie hat ihren Wohnsitz wie Camilla bei Pavona). Ines’ vielseitig engagierter Freund heißt Diomede Lanciani. Er besprach sich oft mit Zamira, vielleicht war er ein Lockvogel, um neuen weiblichen Nachschub für ihren Betrieb zu rekrutieren. In Rom nahm er ausländische Touristinnen aus, wenn er nicht als Elektriker in Wohnungen Reparaturen ausführte, beispielsweise bei einer Gräfin in einem Haus in der Nähe des Hauptbahnhofs, in dem auch sein Bruder Ascania als Ladenbursche ein und aus ging. Diese Angaben treffen auf den ersten Fall in der Via Merulana zu.

### Fahndungsaktionen in der RegionCastelli Romani
Mit dem 8. Kapitel verlagert sich die Haupthandlung in die südlich Roms gelegene Landschaft Castelli Romani
- Mittwoch, 23. März (Kp. 8, 9, 10):

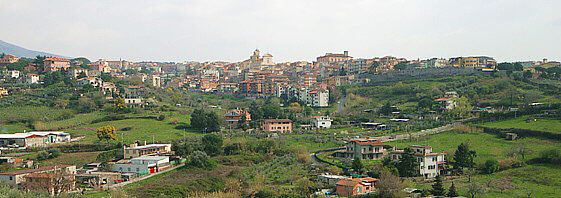
Von ihrer Kaserne in Marino aus starten die Carabinieri Pestalozzi und Santarella ihre Razzien in der Region Castelli Romani.

Pestalozzi und Santarella verhören Zamira über zwei ihrer Angestellten, Clelia Farcioni aus Pozzofondo und Camilla Mattonari aus Pavona, und treffen dort zufällig auf Lavinia Mattonari, die versucht, ihren Topas-Ring zu verbergen, den ihr, wie sie behauptet, Camilla geliehen habe. Wie ihre Kolleginnen stellt sie sich bei den Befragungen solange unwissend, bis man ihr Fakten vorsetzt oder mit Verhaftung droht. In Camillas Schlafkammer im Bahnwärterhaus ihres Onkels spüren die Carabinieri ein Säckchen mit Schmuck auf („NUN-IST’S-ERREICHT“), die der Autor drei Seiten lang auflistet und beschreibt. Die Kostbarkeiten scheinen nicht nur aus Menegazzis Wohnung zu stammen, sondern ein Sammelbecken vieler Einbruchsdiebstähle zu sein („um diese Zeit schrieben die Zeitungen ja viel über jenes »düstere« Verbrechen in der Via Valadier, dann über jenes andere, noch »finsterere« Verbrechen in der Via Montebello“). Die beiden Kusinen Camilla und Lavinia beschuldigen sich auf der Fahrt zur Polizeistation gegenseitig des Verrats und streiten darüber, wer die wahre Braut des flüchtigen Iginio ist, der sie für ihre Vorleistungen mit Schmuck beschenkt hat. Lavinia grübelt enttäuscht über die Taten des Frauenfreundes und erinnert sich daran, dass er mit einer Pistole der Gräfin Angst einjagen wollte, und gesteht sich auch ein Verbrechen Iginios mit einem Messer an „einer jungverheirateten Frau … in seinem Dorf“ ein.
- Donnerstag, 24. März (Kp. 10):

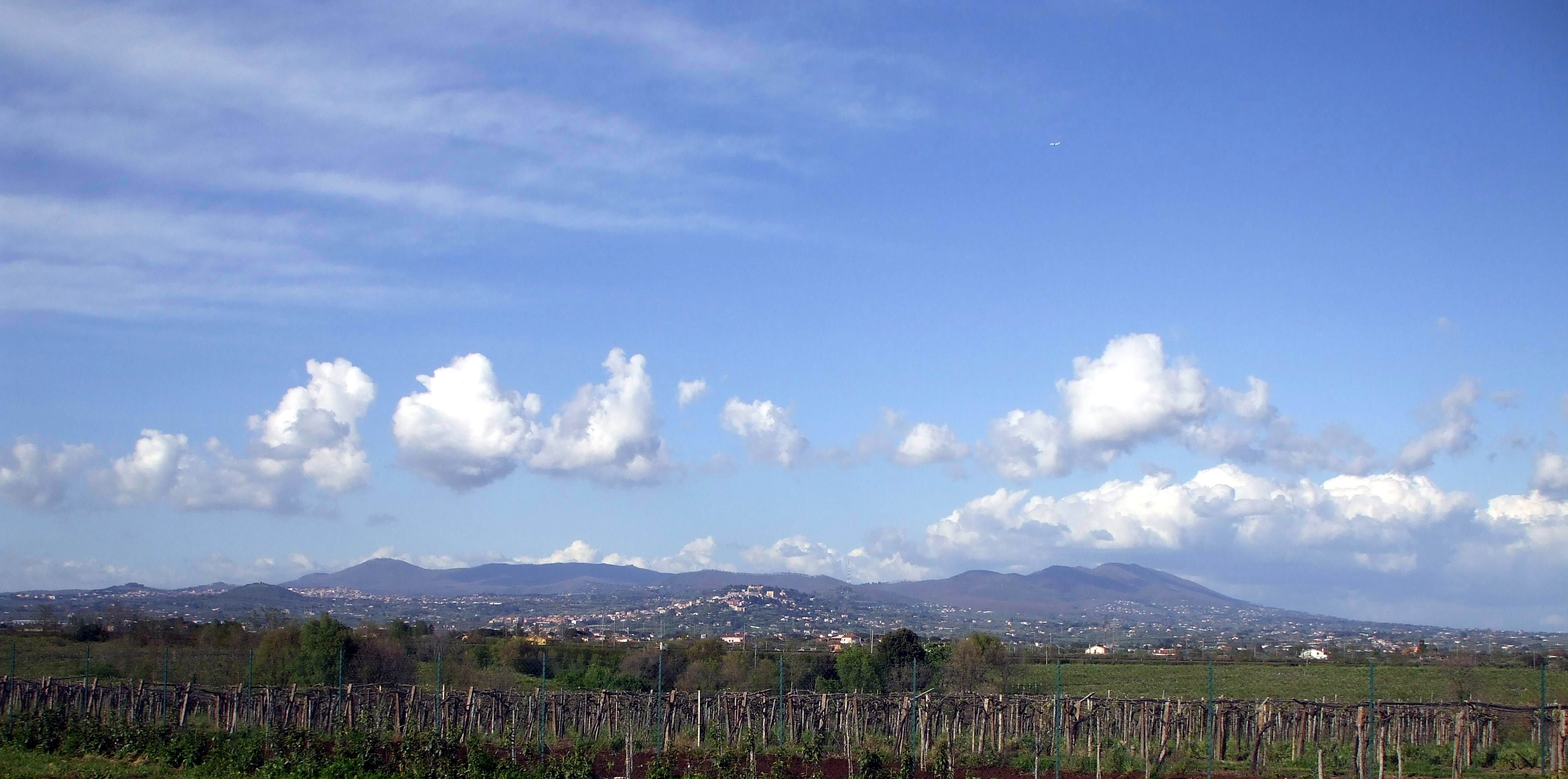
Im zweiten Romanteil recherchieren die Polizisten vorwiegend in der Gegend südlich von Rom, u. a. in der Mittelgebirgsregion der Albaner Berge.

Gaudenzio verhaftet an der Piazza Vittorio Diomedes Bruder Ascanio und Don Ciccio reist mit großem Polizeiaufgebot zum Haus von Assunta Crocchiapanis todkrankem Vater in den Albaner Bergen bei Pavona, um es zu durchsuchen. Er versucht „die Fäden an der schlaffen Marionette des Wahrscheinlichen“ zu ziehen und hat die „Zwangsvorstellung in seinem schrecklich verletzten Gemüt“, weil sie nicht zu Lilianas Beerdigung gekommen ist, dem Täter Informationen gegeben zu haben. Doch sie wirft sich „kühn der Beleidigung entgegen [...]“, bringt damit den „Furor des Besessenen zum Einhalt“ und „verführt[] ihn zum Nachdenken: zur Reue fast.“

## Literarische Einordnung und Analyse

### Kriminalerzählung
Gaddas Roman beginnt ähnlich einer klassischen Kriminalerzählung, z. B. Edgar Allan Poes Der Doppelmord in der Rue Morgue (1841), in der Madame l’Espanaye, eine vermögende ältere Dame, mit durchschnittenem Hals aufgefunden wird (Zeitungsschlagzeile: „Das Trauerspiel in der Rue Morgue“, bei Gadda: »Grauenhaftes Verbrechen in der Via Merulana«, johlten die Zeitungsverkäufer".). Obwohl die Spuren am Tatort kein Mordmotiv erkennen lassen, Schmuck, u. a. ein Topas (Topas-Motiv auch bei Gadda), auf dem Boden zerstreut liegt und die Zeugenaussagen der Nachbarn nur spärliche akustische Hinweise auf den Täter enthalten, gelingt es dem Privatdetektiv August Dupin mit klugen Kombinationen, den Fall zu lösen.
Auch die beiden Verbrechen in der Via Merulana werden von einem Spürnasen-Original untersucht, v. a. im ersten Fall scheint eine schnelle Aufklärung möglich (Fahrkarte, Motiv, Täterbeschreibungen). Trotz seines etwas verschlafen wirkenden Auftretens und seiner schwerfälligen Bewegungen ist der Detektiv als „allgegenwärtig, allwissend in den dunklen Affären und finsteren Fällen“ bekannt. Mit seiner Weltsicht eines multikausalen „Knuddels“ geht er an seine Fälle heran und versucht die „Vielzahl von konvergierenden Ursachen“ zu entwirren.
Doch bereits in der Einleitungsphase entfernt sich Gaddas Roman von den Merkmalen des traditionellen Detektivromans: Die Einladung Ingravallos bei der Familie des späteren Mordopfers am 20. Februar entfaltet sich, aus dem scharfsinnigen Blickwinkel des Gastes und vermischt mit seinen Reflexionen und Gefühlen für die Attraktivität der Gastgeberin und ihrer Haushaltsgehilfin, zur nuancierten Schilderung eines Familienbildes der kinderlosen Balduccis, ihrer bei sich aufgenommenen und wieder ausgetauschten Nichten, des Lieblingsneffen Giuliano Valdarena und des Dienstmädchens Assunta Crocchiapani. Der Polizist ist von der erotischen Atmosphäre um die Signora Liliana fasziniert und diese emotionale „Befangenheit“ durch seine heimliche Liebe (höchste Schönheit, Herzenswärme, Vornehmheit der Züge, nobles Feuer und Schwermut, wunderbare Haut) und die eifersüchtige Antipathie gegenüber seinem virtuellen Rivalen (der schöne, junge Valderana) beeinflussen seine Hypothesen und Strategien. Obwohl der Kommissar die familiären Beziehungen zwischen Opfer und potentiellem Täter, teilweise in Form eines Inneren Monologs bzw. Dialogs mit sich selbst (Kp. 3), immer wieder durchdenkt und er in seinen Reflexionen auch Argumente nennt, die Giuliano entlasten, hält er an seiner Linie fest. Er wird damit selbst Teil des Knäuels und ist auf die Überführung Valdarenas, und später Assuntas, fixiert, weil er deren Motive offenbar falsch einschätzt.
Auch fungiert Ingravallo nur am Anfang mit richtungsweisenden Beobachtungen als Typus des alles beherrschenden Kommissars, zunehmend setzt der Autor den in solchen Fällen in der Realität aktivierten großen Ermittlungsapparat ein: v. a. Doktor Fumi, Chef der Untersuchungsabteilung, die Sicherheitspolizisten Gaudenzio (der „Große Blonde“ aus Terracina) und Pompeo (der „Greifer“) sowie die Carabinieri-Unteroffiziere von Marino (Maresciallo Di Pietrantonio, Fabrizio Santarella, Brigadier Pestalozzi), alle haben ihre kleinen und großen Auftritte.

### Porträt der Gesellschaft

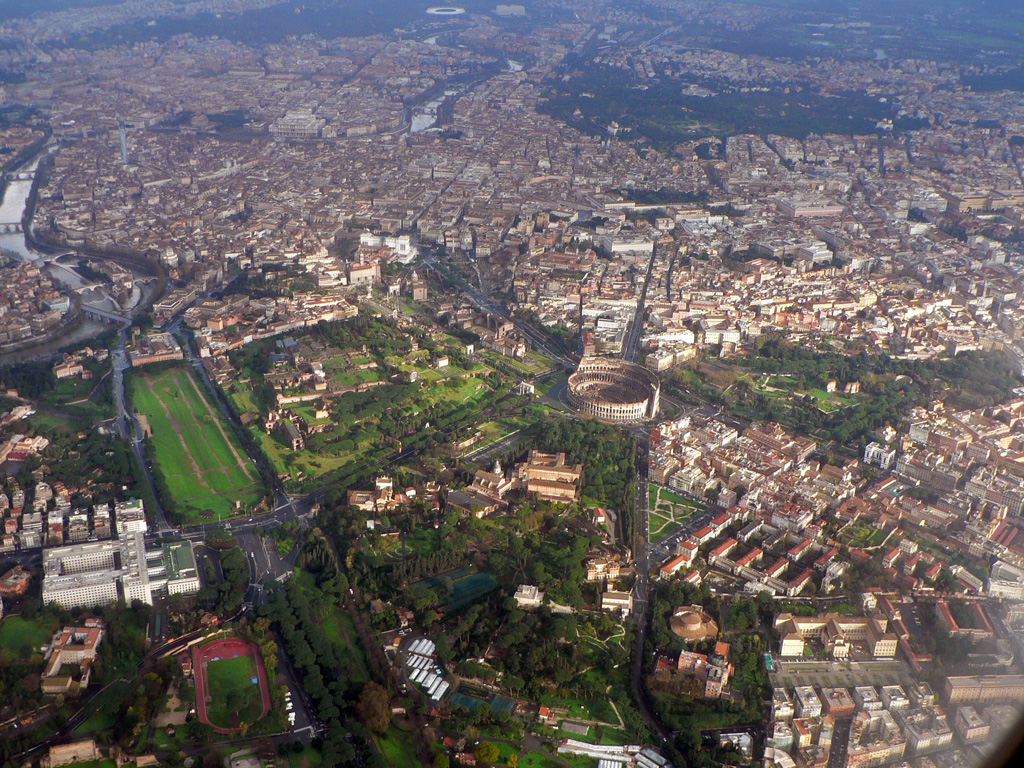
Gadda nutzt die Kriminalhandlung, die sich im ersten Teil über die Römische City ausbreitet, zu einem Gesellschaftsbild der Großstadt der 1920er Jahre. Die Via Merulana mit der Santa Maria Maggiore als nördliche Begrenzung verläuft schräg nach unten zur Mitte des rechten Bildrands. Vom Kolosseum zieht sich nach rechts unten die Via di San Giovanni in Laterano zur gleichnamigen Basilika, wo sie, außerhalb des Fotos, auf die Merulana trifft. Unterhalb der San-Giovanni-Straße steht auf dem Hügel Celio die von Liliana oft besuchte alte Kirche Santi Quattro Coronati.

Gadda hat seinen Roman zwar wie eine Kriminalgeschichte strukturiert: mit genauen Datumsangaben des Ablaufs der umfangreichen Polizei-Aktionen. Die Tatortbesichtigungen und Verhöre sowie die Wege der Polizisten in Rom oder die Überlandfahrten der Carabinieri dienen dem Autor allerdings als Vehikel zur Darstellung der Menschen und ihres Lebensraumes, der Stadt- und Naturlandschaft: z. B. zu ausführlichen Beschreibungen der Bewohner des „Goldpalastes“ mit den Treppenaufgängen A und B, und damit zur Charakterisierung einer gemischten sozialen Gruppe von der Portiersfrau Manuela Pettacchioni über den Beamten Commendator Filippo Angeloni, der sich von Ladenjungen Delikatessen in seine Wohnung liefern lässt, bis zum reichen Bürgertum (Balducci, Menecacci). Detailliert erzählt der Autor die Beobachtungen der Hausbewohner und orientiert sich dabei an deren Sprechweise wie Dialekt oder Jargon. Ebenso sind die Verhörprotokolle, beispielsweise der Ines Cionini oder Valdarenas, zu biographischen durch den Spachduktus und das Vokabular geprägten Erzählungen und Porträts ausgebaut: Giuliano Valdarena, Lilianes Schützling und Vertrauter, Liliana Balducci, geb. Valdarena, die Verwandtschaft der Valdarenas, Remos und Lilianes kinderlose Ehegeschichte aus Remos und Giulianos Perspektive, ihre Zuneigung zu Giuliano und die Projektion ihrer Wünsche auf Giulianos bevorstehende Ehe mit Renata in Genua, Lilianas vier „provisorische Adoptionen“ (Milena, Ines, Virginia, Gina). So setzt sich aus den verschiedenen Darstellungen das tragische Lebensbild der Ermordeten und ihres familiären Umfeldes zusammen. Verbunden sind diese Porträts mit Impressionen aus der römischen Altstadt mit ihren charakteristischen Straßen und Plätzen, wie dem bunten Viktualienmarkttrubel auf der Piazza Vittorio, wo Ascanio noch kurz vor seiner Verhaftung am Stand seiner Großmutter den Hausfrauen Kartoffeln anpreist.
In Polarität zum wohlhabenden bürgerlichen Lebensstandard stehen das aus der unteren sozialen Schicht stammende Dienstpersonal und, in Verbindung mit ihm, die zeitweise arbeitslosen jugendlichen Gelegenheitsarbeiter, die vom Glanz der Fassade des „Goldpalastes“ angezogen zu Kriminellen werden und ihre Freundinnen mit hineinziehen. Ihr Herkunftsgebiet ist meist die ländliche Region der „Castelli Romani“ südlich Roms.

### Expressionistische Sprache
Die Diskrepanz zwischen den armseligen Behausungen dieser Menschen und der großartigen frühmorgendlich-dämmrigen Naturlandschaft der Sabiner Berge und der Campagna Romana schildert Gadda aus der Perspektive der in Marino stationierten Carabinieri. Lautmalerisch und einem stream of consciousness ähnlich werden deren rasante Motorradfahren über die Hügel und Täler in Szene gesetzt: „Blublublublu, dahin mit Schwung, aufs neue erwacht, tost ihm der Motor zwischen den Knien. Oder bubbert unter ihm in verhaltenem Brodeln der neue Morgen, wo das Sträßchen hinabfällt ins befestigte Gelände: oder dort am Berghang“. Eingeschoben in diese Impressionen sind z. B. der, seine Suche nach dem gestohlenen Schmuck spiegelnde, surreale bacchantische Traum Pestalozzis von der „Gräfin Circe“ auf der Suche nach dem „Topatz“, kunsthistorische Erläuterungen zum Peter-und-Paul-Gemälde Manieronis im Kirchlein der Due Santi, sowie detailreiche ironische Schilderungen „staksende[r] Schielhennen“, des „bis zum Paroxismus“ wütenden Köters, als sich die Polizisten Camillas Wohnung nähern, oder der mit „vorbedachter Selbstmordgesinnung, die ihnen eigen ist“, knapp vor den Puffern eines Zuges die Gleise überflatternden Hennen. Hier verbinden und brechen sich die Bilder der mühseligen menschlichen Existenz mit der Natur: In der Märzluft steigt Rauch aus einem Kamin, „als wolle er durch seinen aufwärtssteigenden Versuch des Nichtseins die Armut seiner Herkunft versinnbildlichen: oder in der gestaltlosen Einsamkeit, den Biß  der täglichen Notdurft auflösen, welchen jener, der ihn empfindet, Hunger zu nennen pflegt ...In Vorahnung des neuen Laubes schien [der wehe Jambus des Kuckucks] der Erde die ewigen und verlorenen Gezeiten in Erinnerung zurückzurufen, die Schmerzen des Frühlings“.

### Erzählform
Wie für eine Detektivgeschichte üblich verwendet der Autor überwiegend die Personale Erzählform, d. h.: Der Leser begleitet die Kommissare und Carabinieri bei ihren Aktivitäten, verfolgt die Aussagen der Verhörten, meistens in wörtlicher Rede, sowie deren wahrnehmbare Reaktionen und erfährt die Auswertungen, Reflexionen und Strategien der Ermittler, aber nicht die der Zeugen und Beschuldigten. Diese Erzählperspektive bezieht sich vorwiegend auf Ingravallo und Pestalozzi, die beiden Protagonisten der Polizei, trifft aber auch beispielsweise auf Santarella zu. In einzelnen Abschnitten löst Gadda das Prinzip der Informationsidentität zwischen Detektiv und Leser, die ihn im fiktiven Rätselspiel zu einem „selbständigen“ Beurteiler macht, auf und gewährt ihm übergreifende Einblicke, z. B. in die psychische Verfassung der verhörten Ines: „Nackt kam sie sich vor, unbewehrt gegenüber der Macht der Inquisitoren über Nacktheit und Schmach, von welchen sie […] gerichtet wurde […] wie sie es sind, die Töchter, die Söhne ohne Schutz, ohne Schirm, in der bestialischen Arena dieser Erde“. Auch verfolgt man nicht nur zusammen mit dem Kutscher und Pestalozzi die sich in ihrem Streit entlarvenden Kusinen auf ihrem Weg nach Marino, sondern erhält Zugang zu Lavinias Gedanken über Iginios Verbrechen. Ebenso werden Assuntas Überlegungen mitgeteilt. Somit erweitert der Autor die bisher auf die Polizisten begrenzte Sicht zu einer polyperspektivischen Struktur.
Allerdings durchbricht Gadda immer wieder die Personale Erzählform und blendet auktorial, teilweise ironische, Kommentare ein.: über Operationsfeld und Qualitäten des „Greifers“, Pestalozzis („er war kein italienischer Finanzminister. Und die Menegazzi ebenfalls nicht.“), Santarellas („Ein Kenner: das war logisch. Im geeigneten Moment konnte er ein Auge zudrücken. Oder beide aufreißen. Er sah prächtig aus […] Das Herz ging einem auf, wenn man ihn so sah.“), den Untersuchungsverlauf („ausgerechnet der verdrehte Zufall schien in dieser Nacht den Ratlosen zu Hilfe zu kommen“), die Veränderung der Natur im März, die italienische Malerei der großen Zehen oder das Ausblenden aus Zamiras Reaktionen („das hat die Geschichte, die Meisterin des Lebens, sich nicht aufzuzeichen bemüht“). In vielen Passagen verbinden sich solche Kommentare mit dem Denken und Fühlen einer Figur (z. B. bei Ines) in der Form der Erlebten Rede: „Armes Mädchen, musste sie also die Morgenröte dort erwarten, am Tisch in der Gewahrsamszelle, eingewickelt in eine aschgraue Decke vom »Hotel Flohstich« in Gesellschaft weiterer Nereiden, welche die Streife aus dem Ozean gefischt hatte“. Typisch für Gaddas Stil sind die fließenden Übergänge beispielsweise aus Ines Verhörangaben über Zamira. Ihre Aussagen werden immer wieder erweitert zu einer Darstellung des gemischten Kneipen-Schneiderei-Betriebs der Wirtin bei den Due Santi und ihres Carabinieri-Kunden Santarella sowie seiner Familiensituation und münden in einer ironischen Apotheose des durch die Landschaft brausenden Motorradfahrers, von dem die Mädchen „in gewissen Vollmondnächten träumen“.

### Politischer Hintergrund
Der Roman ist durchzogen von kritischen Beurteilungen des faschistischen Regimes Mussolinis: „die neue Kraft des Kinnladigen“, „Photo des Großscheißers“, „stinkender Prahlhans“. Trotzdem enthält er nur einige in die Handlung eingeschobene Passagen, die sich mit dem System des Faschismus grundlegend auseinandersetzen: „diese tiefgreifende Erneuerung, die sich als antike Epoche gebärdete oder doch die strengen Züge der Liktoren annahm, aber bereits deren Schlägerbegabung erraten ließ...pflasterten mit den wortreichsten guten Vorsätzen den bekannten Weg zur Hölle...Zerstörer jener notwendigen Trennung der Gewalten und Zerstörer jenes lebendigen Wesens, das man gemeinhin Vaterland nennt“. Vielmehr akzentuiert Gadda einige Proklamationen („Konzept der gehobenen, zivilen Sittenstrenge“ „das neue Gesetz der Ruten im Liktorenbündel. Auch nur zu denken, dass es in Rom Diebe geben könnte, heutigentags?“, „indem sie so tat, als ob alles zum besten stehe“) als illusionär, zeichnet demgegenüber ein disharmonisches Gesellschaftsbild und warnt am Beispiel des Falles Pirroficone vor dem „kollektiven Wahnsinn“ der Vorverurteilung, ausgelöst durch gezielte politische Aktionen unter Ausnutzung von Vorurteilen der Volksmenge. Diese skeptische Einstellung („Oh, schmutziges Mysterium dieser Welt!“) ist auch am Handlungsverlauf erkennbar.

### Auflösung der Kriminalhandlung
Während die traditionelle Kriminalerzählung durch eine Aufklärung des Falles und die Festnahme und Bestrafung des Täters die fiktionale Gerechtigkeit herstellt, bricht Gaddas Roman realistisch bzw. existentialistisch die Handlung ab und belässt es bei der Klärung des Raubüberfalls, zumindest für den Leser, der mit den Gedanken Lavinias den Täter Iginio kennt, dem, wie das Mädchen andeutungsweise befürchtet, auch ein Verbrechen mit einem Messer zuzutrauen wäre. Diomede scheint als Dieb, Lockvogel und Informant beteiligt gewesen zu sein. Eine Indizienkette führt die Polizisten zu Zamiras Kneipe als Schaltstation: Hier haben sich die jungen Frauen und potentiellen Kriminellen getroffen und ihre Netze nach Rom gespannt. Die beiden Hauptverdächtigen sind jedoch bei Romanschluss auf der Flucht, die Herkunft der Schmuckstücke ist nicht geklärt und der Kommissar Ingravallo hat sich im Gestrüpp der Aussagen und seiner Gefühle verirrt. Was den Kriminalfall betrifft, ist der Roman ein Fragment und lässt die Spurenauswertung und weitere Ermittlungen offen. Die Rekonstruktion des Mordes sowie die Bestrafung des Mörders durch die Justiz ist dem Autor offenbar weniger wichtig, vielleicht erscheint sie ihm auch nicht angemessen. Er fokussiert die Präsentation einer heterogenen Gesellschaft mit traurigen personalen Situationen und schicksalhaften sowie sozialen Abhängigkeiten und Vernetzungen, in die auch Beamte des Polizeiapparates verwickelt sind.

## Textgeschichte und Rezeption
Gadda schrieb seinen Roman 1945 in Florenz nach dem Ende des Zweiten Weltkrieges unter dem Eindruck der Befreiung vom Faschismus, den er anfänglich selbst unterstützte. Eine erste Version druckte die Zeitschrift Letteratura 1946–1947 in fünf Teilen ab. In dieser Zeit erarbeitete der Autor einen Entwurf für eine Verfilmung für die Lux-Filmgesellschaft, das Projekt wurde jedoch nicht realisiert. 1983 erschien das Skript unter dem Titel Der Palast aus Gold.
Nachdem Gadda nach Rom umgezogen war, arbeitete er die Erstfassung um: Er erweiterte die Handlung und baute v. a. in die Kapitel 6–10 spannungssteigernde Elemente ein. Diese 1957 publizierte erfolgreiche Buchausgabe machte den bisher nur von einem kleinen Kreis beachteten Autor einer breiten Öffentlichkeit bekannt. 1961 erschien die erste deutsche Übersetzung von Toni Kienlechner, welche 1984 mit dem Helmut-M.-Braem-Übersetzerpreis ausgezeichnet wurde; 1998 erschien eine Neuausgabe bei Wagenbach.
Nach der großen Resonanz des Buches verfilmte 1959 der Regisseur Pietro Germi den Roman unter dem Titel Unter glatter Haut (Un maledetto imbroglio) und 1983 wurde die TV-Miniserie Quer pasticciaccio brutto de via Merulana gesendet (Regie: Piero Schivazappa, Drehbuch: Franco Ferrini, mit Flavio Bucci und Scilla Gabel).